# Expresso & Tschianti
Expresso & Tschianti ist ein Lied des österreichischen Popsängers Josh. aus dem Jahr 2021.

## Inhalt
Der Song handelt von einem Mann, der eine Frau in einem Restaurant mit allen möglichen Menüvorschlägen und Ausflugszielen – alle falsch ausgesprochen, z. B. Expresso statt Espresso, Tschianti statt Chianti usw. – umwirbt. Die Frau ist von der Zuneigung allerdings peinlich berührt, wenngleich sie sich über all die Aufmerksamkeit freut.

## Erfolg
Expresso & Tschianti erreichte in den österreichischen Charts Platz 11.
Der Song blieb insgesamt 58 Wochen in den Charts und wurde mit Doppelplatin ausgezeichnet. Damit avancierte der Titel zum zweiten Sommerhit für Josh.
Bei YouTube erreichte das Musikvideo bereits über 12 Mio. Aufrufe. (Stand: 21. Januar 2025)

## Coverversionen
Noch im Veröffentlichungsjahr wurde der Song von der österreichischen Band Mountain Crew gecovert. Zu dieser Version veröffentlichte sowohl DJ Robin als auch Pazoo einen Remix.
2021 coverte außerdem auch Florian Fesl den Titel.